# How to Rob a Bank
Die US-amerikanische Filmkomödie How to Rob a Bank wurde am 25. Juni 2007 auf dem Los Angeles Film Festival uraufgeführt. Die Erstaufführung in Filmtheatern am 6. Februar 2008 in den USA brachte ein Gesamteinspielergebnis von 820 USD. Der Film ist das Erstlingswerk von Andrews Jenkins, der auch das Drehbuch schrieb. Hauptdarsteller sind Nick Stahl (Jinx), Erika Christensen (Jessica), Gavin Rossdale (Simon) und Terry Crews (Officer DeGepse).

## Inhalt
Der Lebenskünstler Jinx möchte bei seiner Bank sein restliches Kontoguthaben von 20 Dollar am Geldautomaten abheben. Da für das Abheben eine Gebühr von 1,50 Dollar verlangt wird, erhält er kein Geld. Somit geht er in die Bank, um dort am Schalter sein Geld abzuheben. Hierbei gerät er in einen Banküberfall und wird aus Versehen gemeinsam mit Jessica im Tresor der Bank eingeschlossen. Neben den Schließfächern befindet sich dort ein Zentralrechner der Bank. Vor der Tresortür befindet sich Simon mit seinen Komplizen, die durch das Schließen der Tresortür nicht an den Zentralrechner herankommen. Mittlerweile ist auch die Polizei vor Ort, deren leitender Officer ist DeGepse. Während Jinx und Jessica ins Gespräch kommen, läutet das Handy von Jessica. Jinx nimmt den Anruf entgegen, Anrufer ist der Bankräuber Simon. Während des Gesprächs klingelt auch noch das Handy von Jinx mit dem Rückruf der 911. Somit kommt Jinx ins Gespräch mit Officer DeGepse und im Verlauf der Gespräche gibt er ihm die Handynummer von Simon.
Im weiteren Verlauf des Films wird klar, dass der eigentliche Grund für den Banküberfall der Zugriff auf den Zentralrechner ist. Mit diesem können für jegliches Konto PINs generiert werden, die Nick, der Strippenzieher des Banküberfalls, benötigt, um auf Konten zugreifen zu können, auf denen er „abgezweigte“ Gebühren sammelt.

## Produktion
Der Film ist im 35-mm-Filmformat, anamorphotisch im Seitenverhältnis 2.35:1 (Panavision) mit Dolby-Digital-Ton im Februar 2006 aufgenommen worden. Drehorte waren die Hollywood Center Studios, die Warner Brothers Burbank Studios, sowie Los Angeles und die Redlands (Kalifornien).
Die deutschsprachige Filmfassung ist um sieben Minuten länger als die englischsprachige Filmfassung mit 81 Minuten. In Deutschland wurde der Film am 19. Juni 2008 als DVD veröffentlicht.

## Rezeption
Für Nicole Kühn aus der filmstarts.de-Redaktion verlässt sich das „Drehbuch und [die] Regie [...] dabei so sehr auf die Zugkraft dieses auslösenden Moments, dass die anderen Figuren und ihre Beziehungen zueinander blass bleiben. Obwohl sehr schnell klar ist, worauf die Story vom unfreiwilligen Bankräuber hinausläuft, wartet der Weg dahin aber dennoch mit genügend Winkelzügen auf, um über knapp anderthalb Stunden hinweg zumindest ordentlich zu unterhalten.“